# Atelier

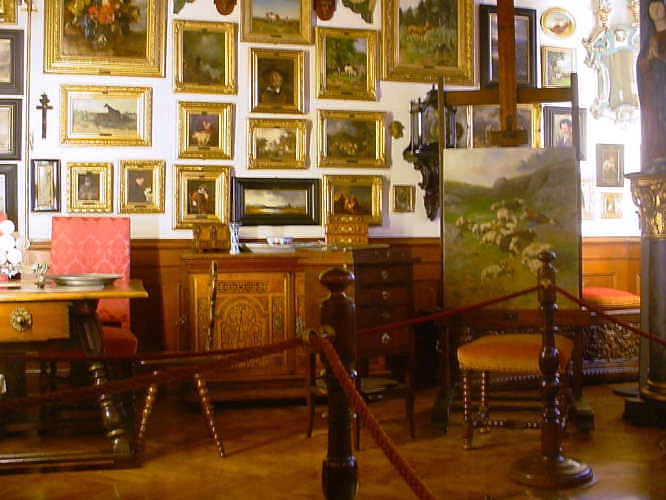
Atelier aus dem 19. Jahrhundert im Braith-Mali-Museum in Biberach an der Riß

Ein Atelier, aus dem Französischen für Werkstatt, ist der Arbeitsplatz eines Kreativen, beispielsweise die Werkstatt eines Künstlers oder Fotografen, oder auch eine Produktionsstätte wie beim Filmatelier.
Im weiteren Sinn werden damit auch Räumlichkeiten bezeichnet, die zum Wohnen und Arbeiten geeignet sind.

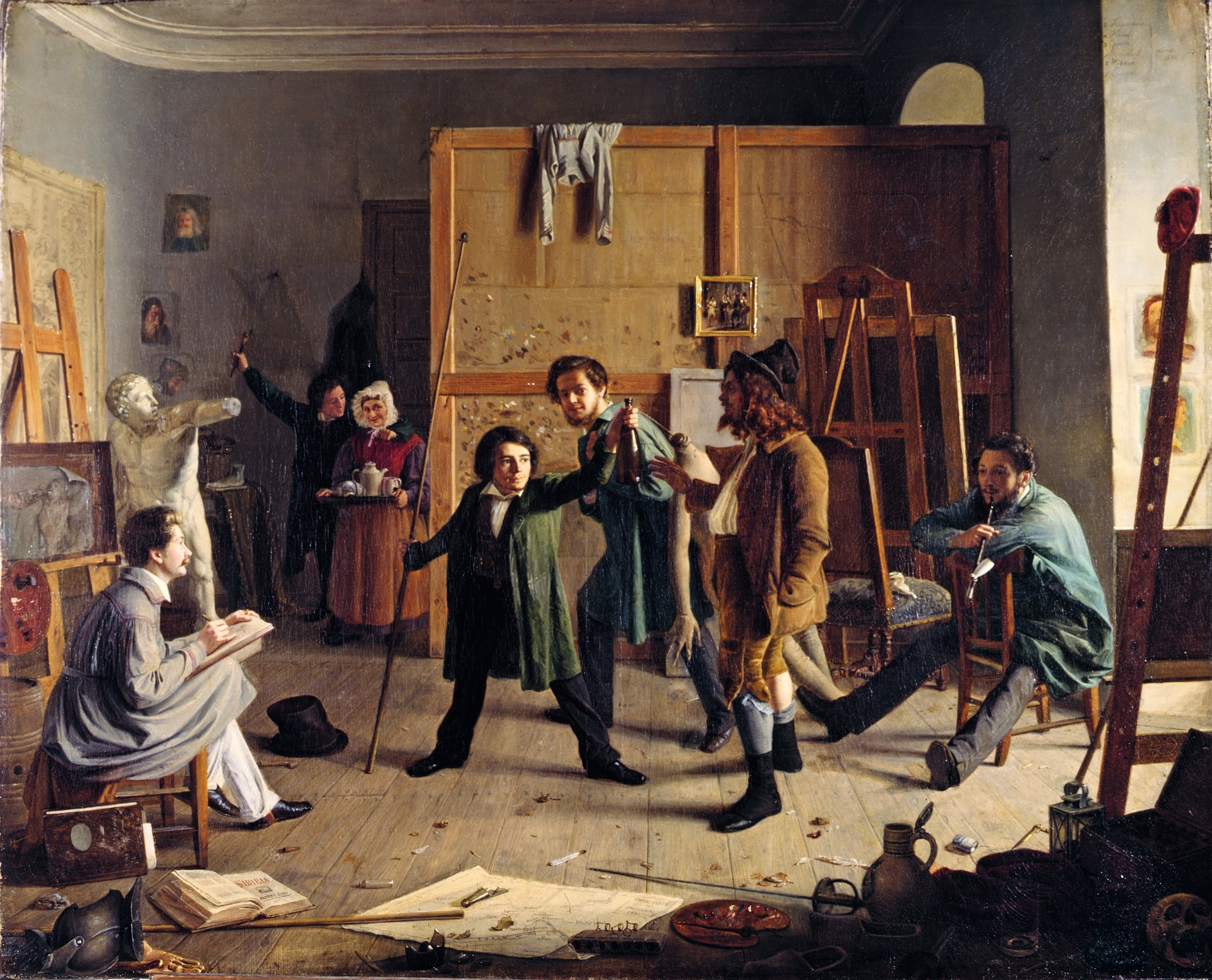
Atelierszene, Genrebild von Johann Peter Hasenclever, 1836, Düsseldorfer Malerschule

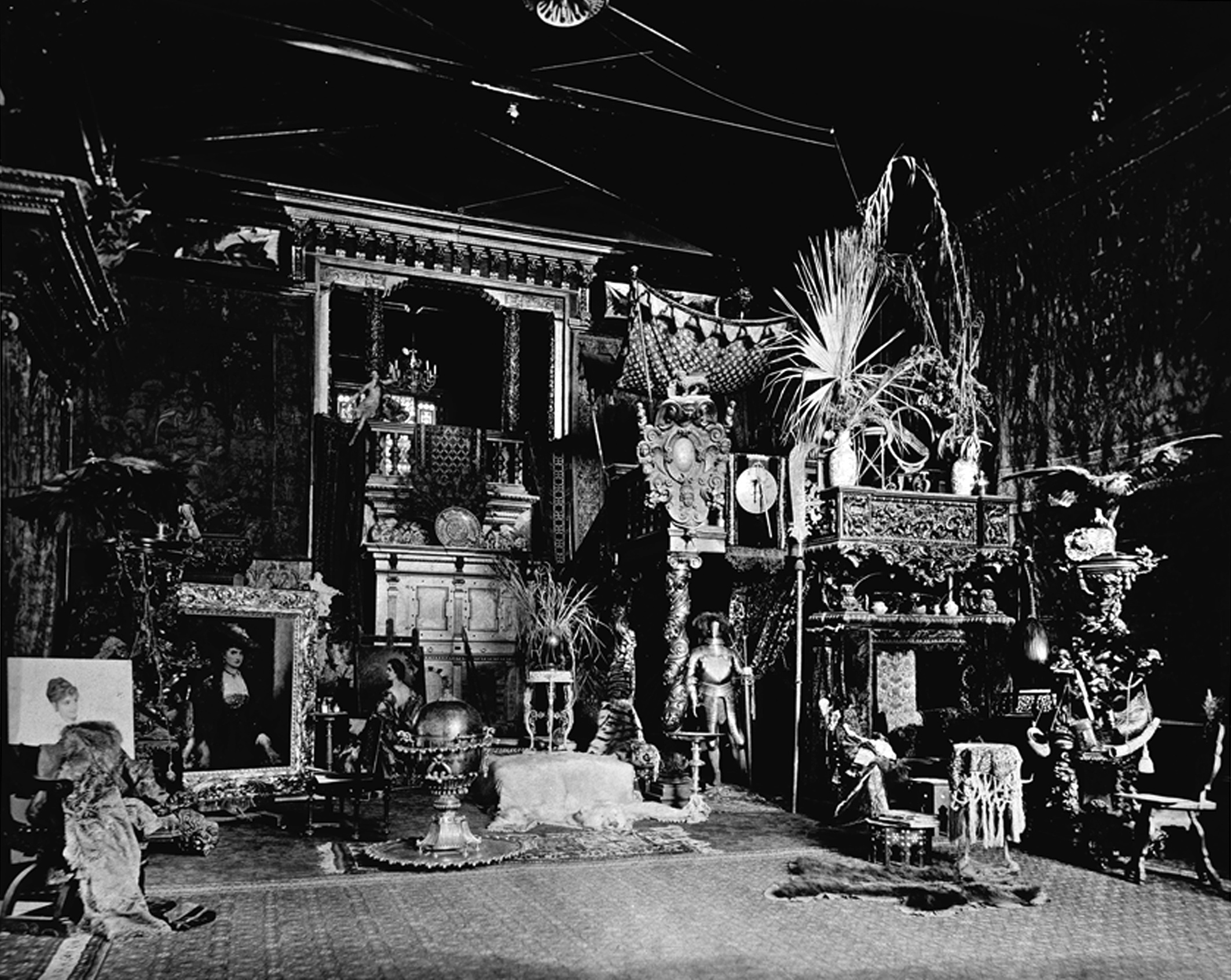
Atelier von Hans Makart um 1875

Das Atelier ist häufig nicht nur Ort für die Produktion, sondern oft auch für die Selbstinszenierung des Künstlers. Ein berühmtes Beispiel aus der Zeit des Historismus ist das Wiener Atelier von Hans Makart (1840–1884), in dem auch legendäre Atelierfeste stattfanden.

## Lage und Belichtung
Bei einem Künstleratelier (Maler, Fotografen, Modedesignern etc.) ist eine gute Belichtung mit Tageslicht von ausschlaggebender Bedeutung; daher werden häufig nach Norden ausgerichtete Ateliers genutzt, wodurch sich ein gleichmäßiger und eher diffuser Lichteinfall ergibt.

### Bildhaueratelier
Wegen der Schwere der in der Arbeit verwendeten Marmor-, Sandstein-, Gips- und Tonmassen liegt das Bildhaueratelier am besten ebenerdig.

### Maleratelier, Aktsaal
Das Maleratelier braucht hohes Seitenlicht. Der Aktsaal insbesondere braucht für den Schattenwurf dazu am besten Oberlichter.

### Zeichensaal, Kupferstecheratelier
Der Zeichensaal braucht eher niederes, noch mehr von der Seite kommendes Seitenlicht, ebenso wie das Kupferstecheratelier.

## Ateliers in der Kunst
Ateliers waren insbesondere ab dem 19. Jahrhundert selbst Motive bildlicher Darstellung. Bekannte Künstler, die ihr Atelier in ihren Werken verarbeitet haben, sind zum Beispiel:
- Hans Burgkmair der Ältere: Kaiser Maximilian in der Werkstatt Burgkmairs, um 1514–16; Holzschnitt für das Werk Der Weißkunig von Maximilian I. (HRR)
- Jan Vermeer: Die Malkunst oder Allegorie der Malerei (Der Künstler in seinem Atelier), um 1665; Wien, Kunsthistorisches Museum
- Georg Friedrich Kersting: Caspar David Friedrich in seinem Atelier, 1819; Berlin, Alte Nationalgalerie
- Johann Peter Hasenclever: Atelierszene, 1836, Düsseldorf, Museum Kunstpalast
- Carl Spitzweg: Der Porträtmaler, 1854; Schweinfurt, Sammlung Georg Schäfer
- Gustave Courbet: Das Atelier des Künstlers, 1855; Paris, Louvre
- Frédéric Bazille: Das Atelier in der Rue La Condamine war ein Gemeinschaftsatelier im Pariser Künstlerviertel Batignolles, das sich Bazille mit Auguste Renoir von 1868 bis 1870 teilte.[5]
- Camille Corot: Nachdenkliche junge Frau mit Mandoline im Atelier, 1870; Paris, Louvre
- Henri Fantin-Latour: Un atelier aux Batignolles, 1870; Paris, Musée d’Orsay
- Adolph Menzel: Atelierwand, 1872; Hamburg, Kunsthalle
- James Ensor: Stillleben im Atelier, 1889; München, Neue Pinakothek
- Dieter Roth (Installation)

## Bildbeispiele

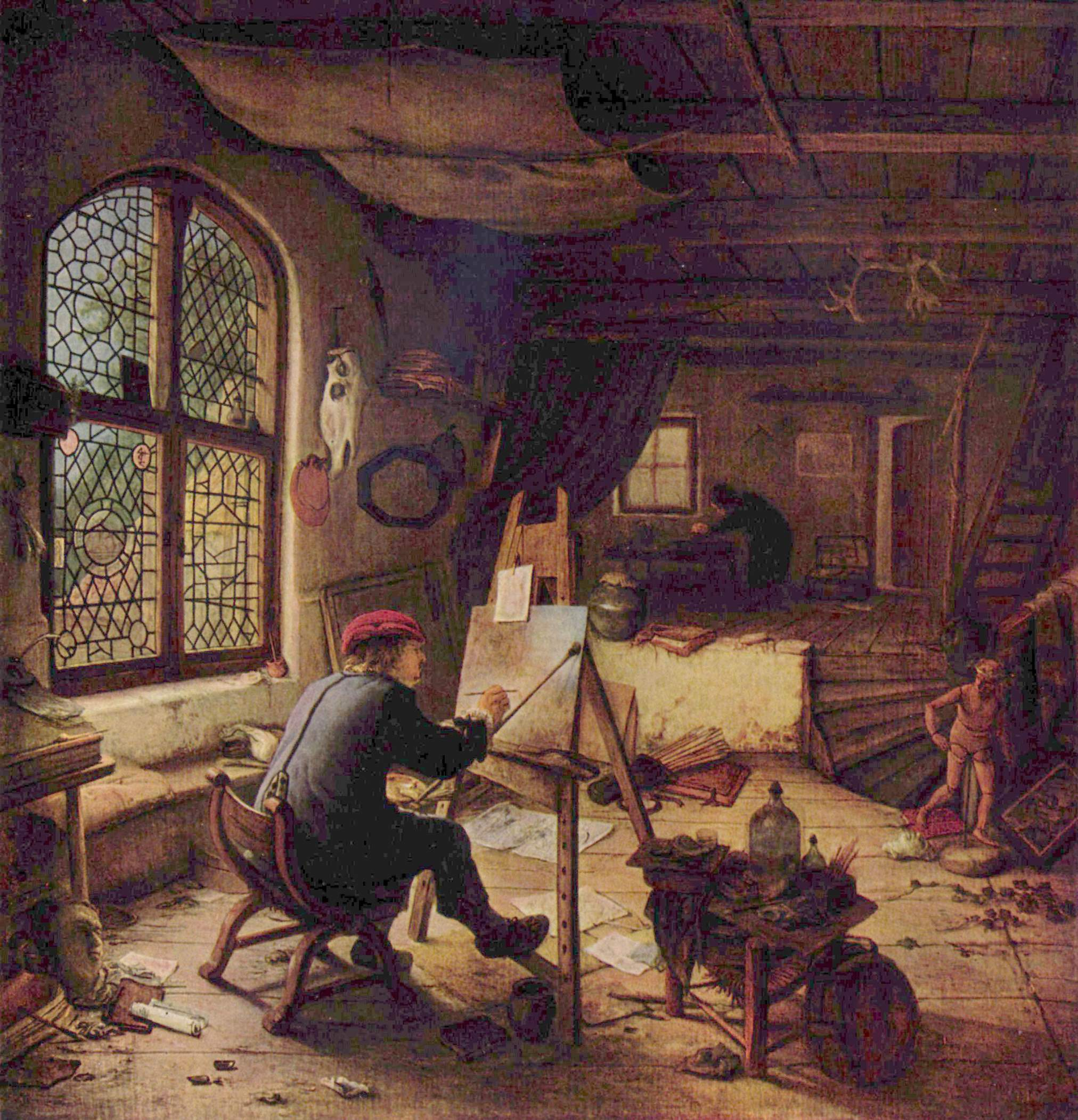
Werkstatt, Adriaen van Ostade, (1610–1685)
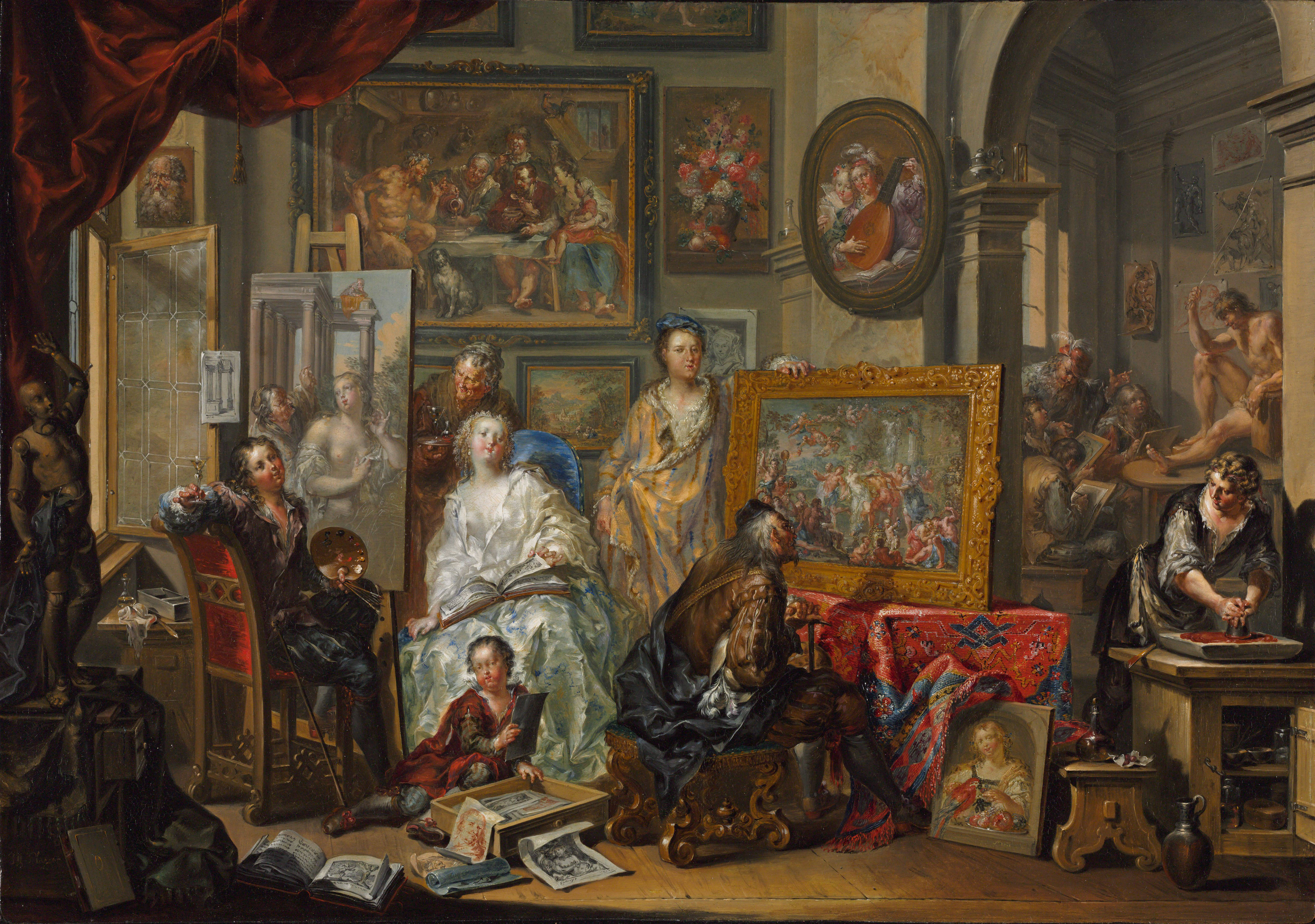
Atelier des Malers J. G. Platzer (1704–1761)
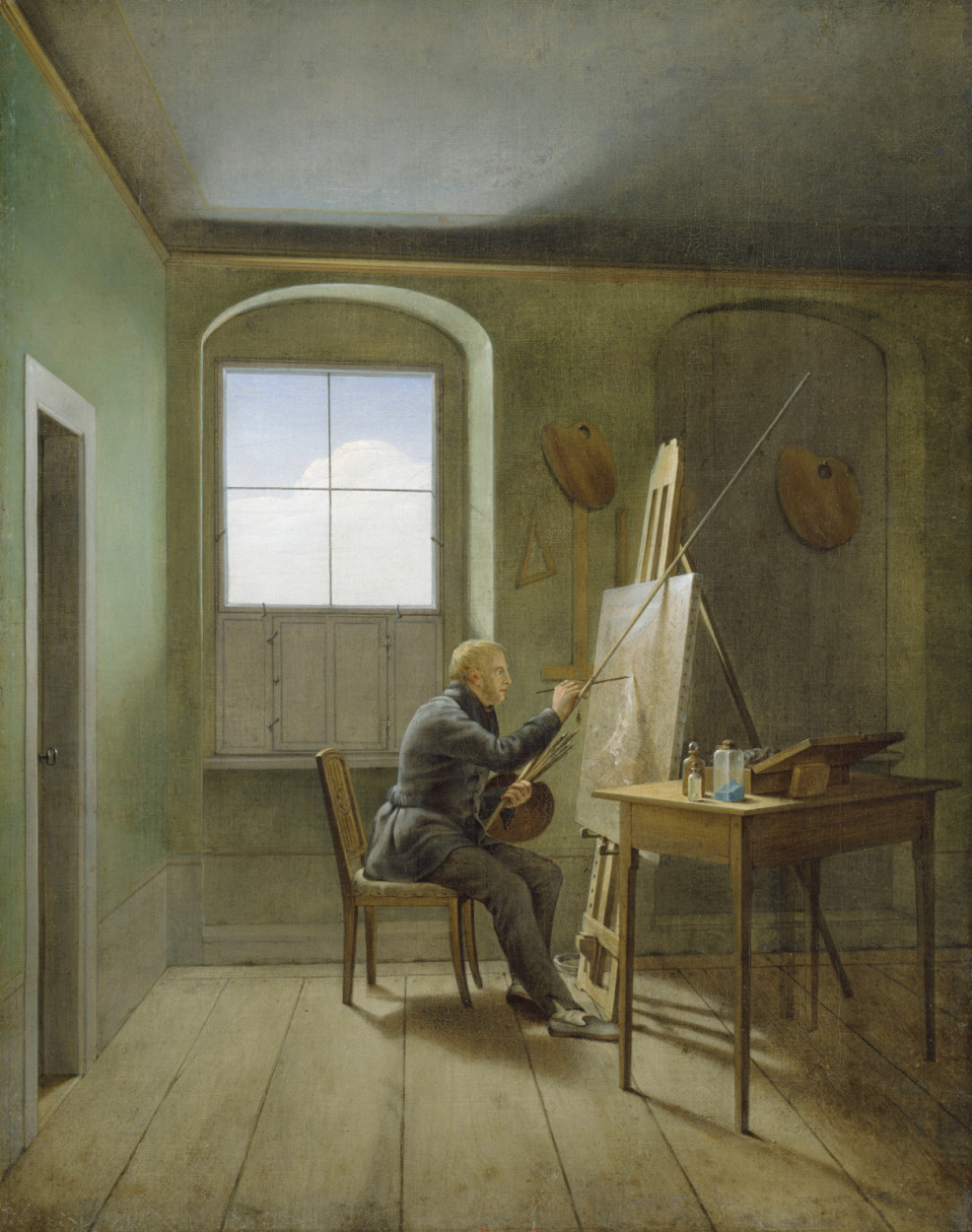
Caspar David Friedrich in seinem Atelier (Georg Friedrich Kersting, Fassung um 1811)
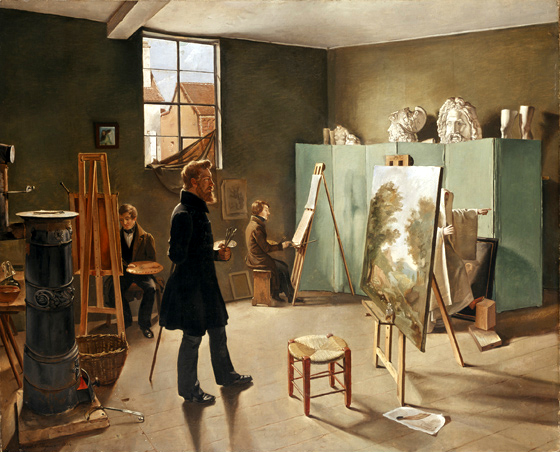
Maleratelier mit dem Meister während des Unterrichts, 1834 von Ferdinand Tellgmann gemalt
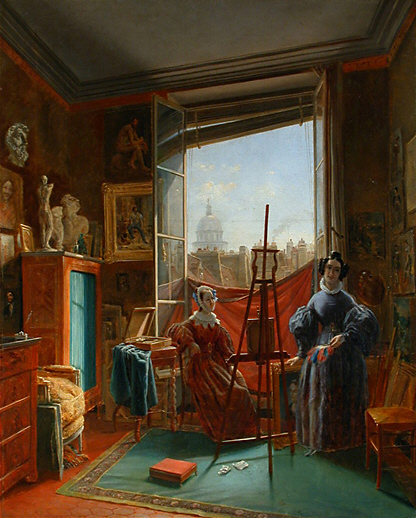
Atelier von Antoinette Haudebourt-Lescot (1784–1845)
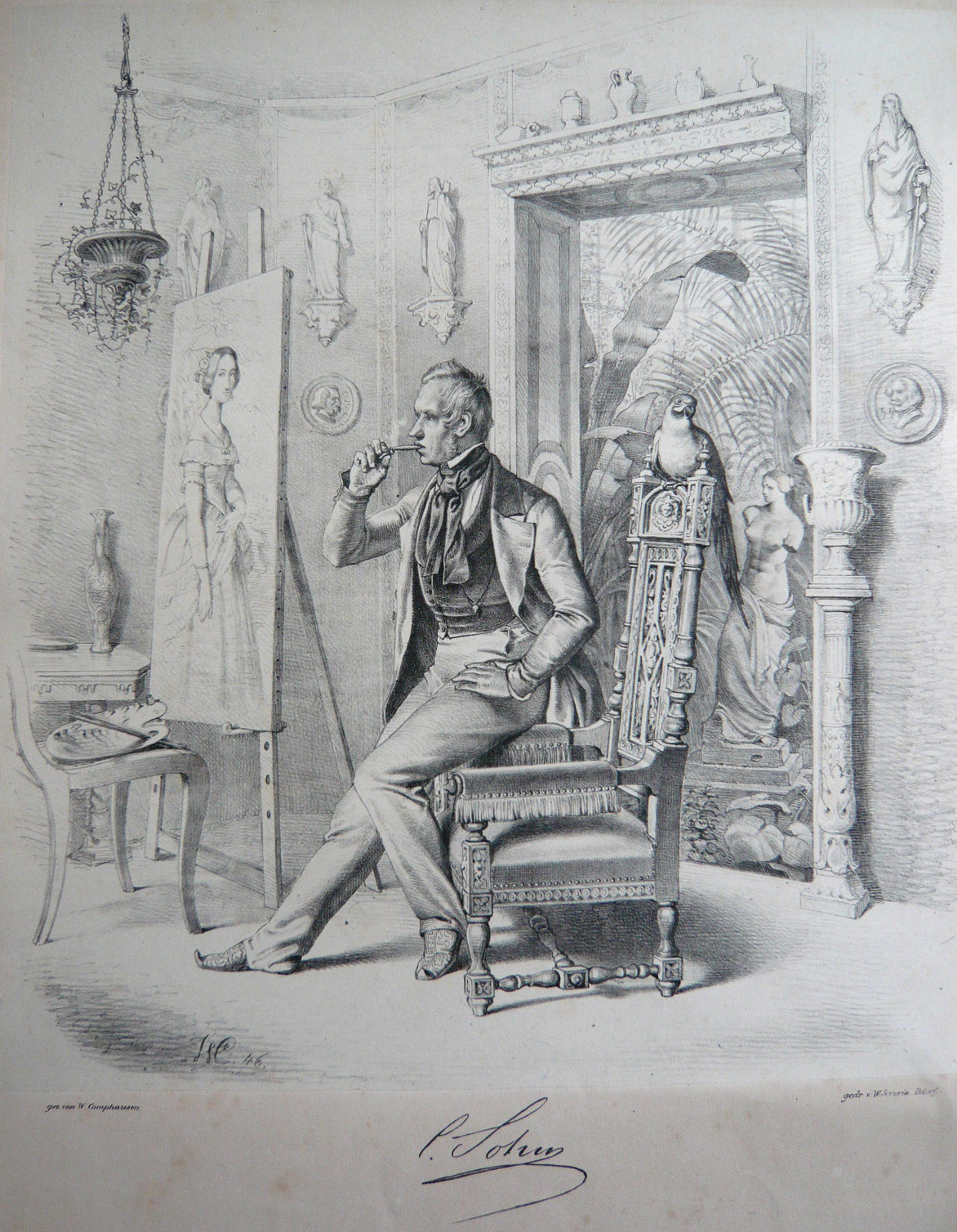
Karl Ferdinand Sohn in seinem Atelier, signiert mit C. Sohn. Lithografie von Wilhelm Camphausen, 1845
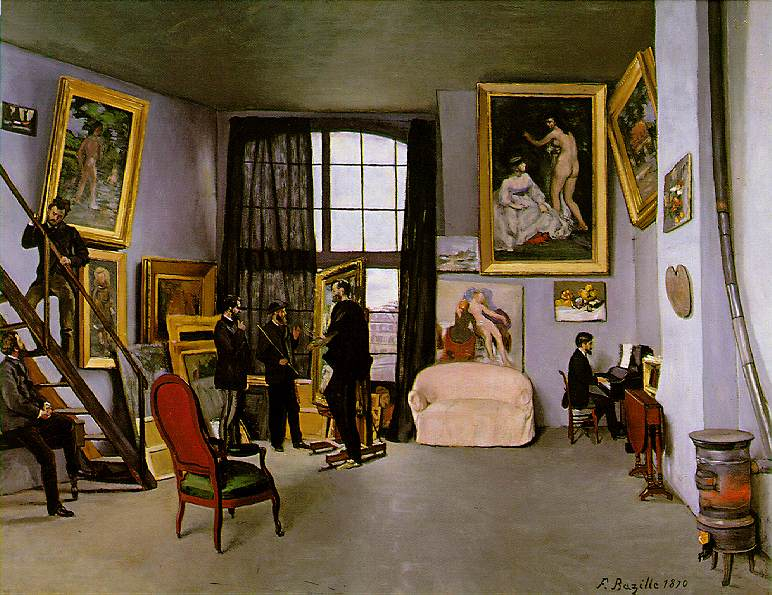
Frédéric Bazilles Atelier in der Rue La Condamine, Paris, 1870
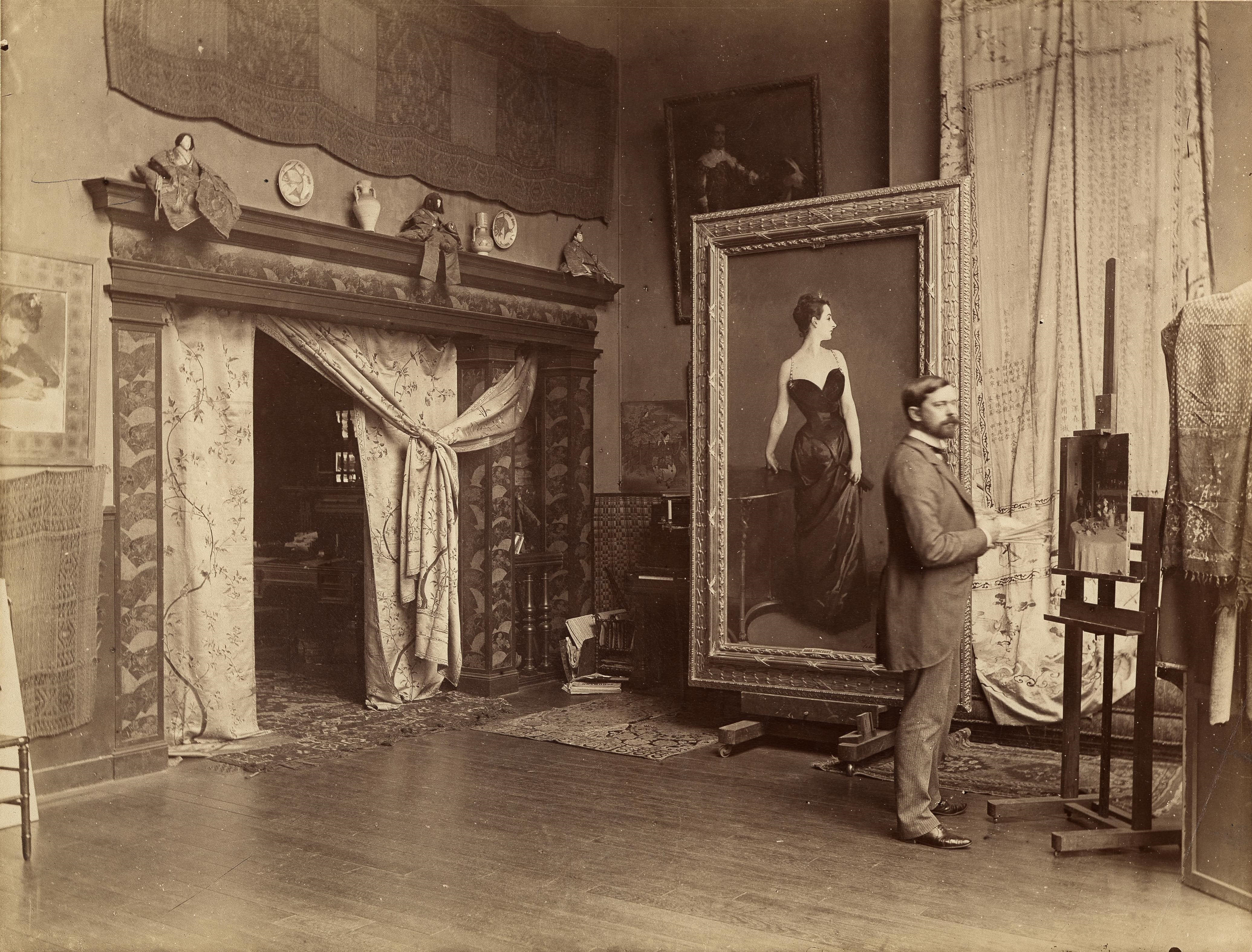
John Singer Sargent in seinem Pariser Atelier, fotografiert von A. Giraudon, um 1883/84
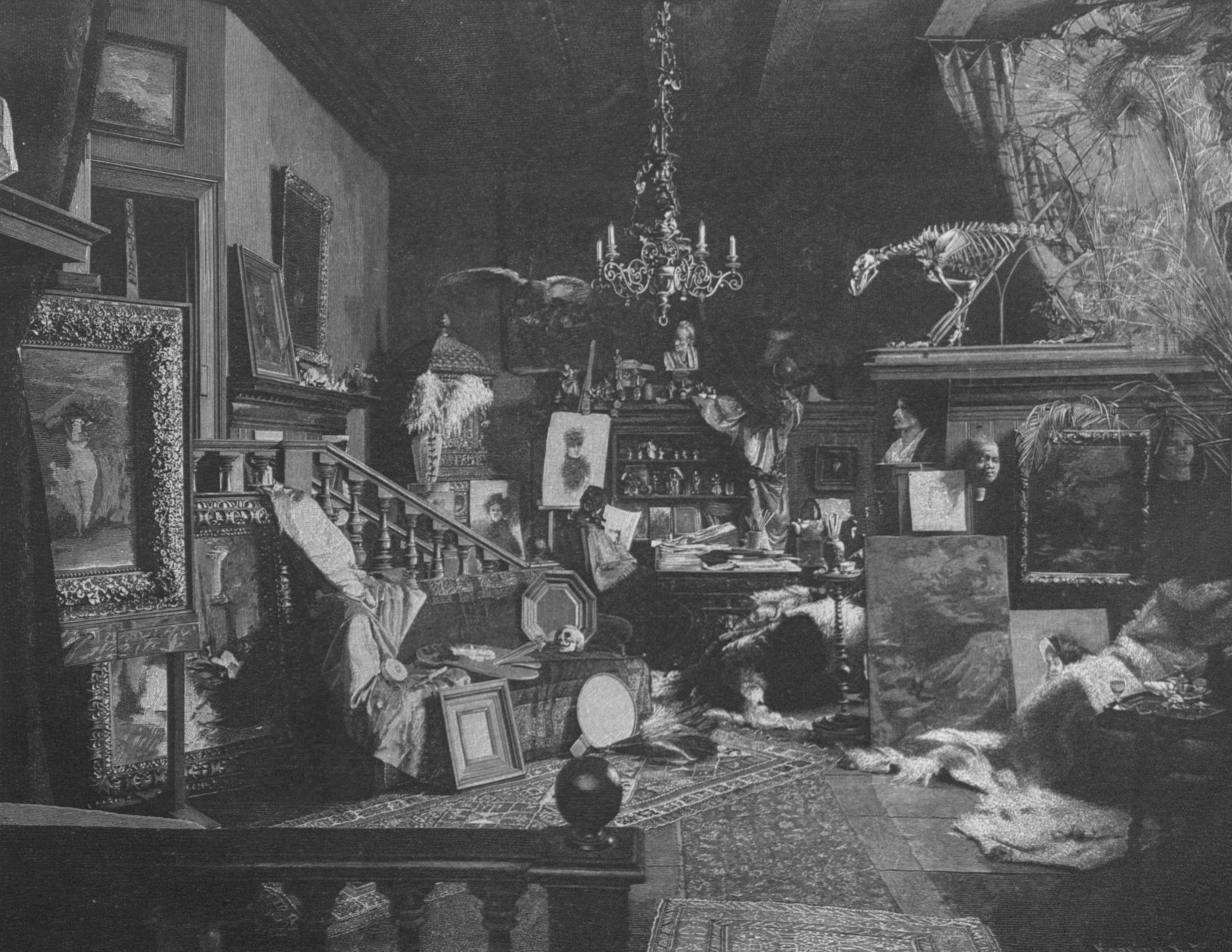
Atelier des Malers Bruno Piglhein, 1884
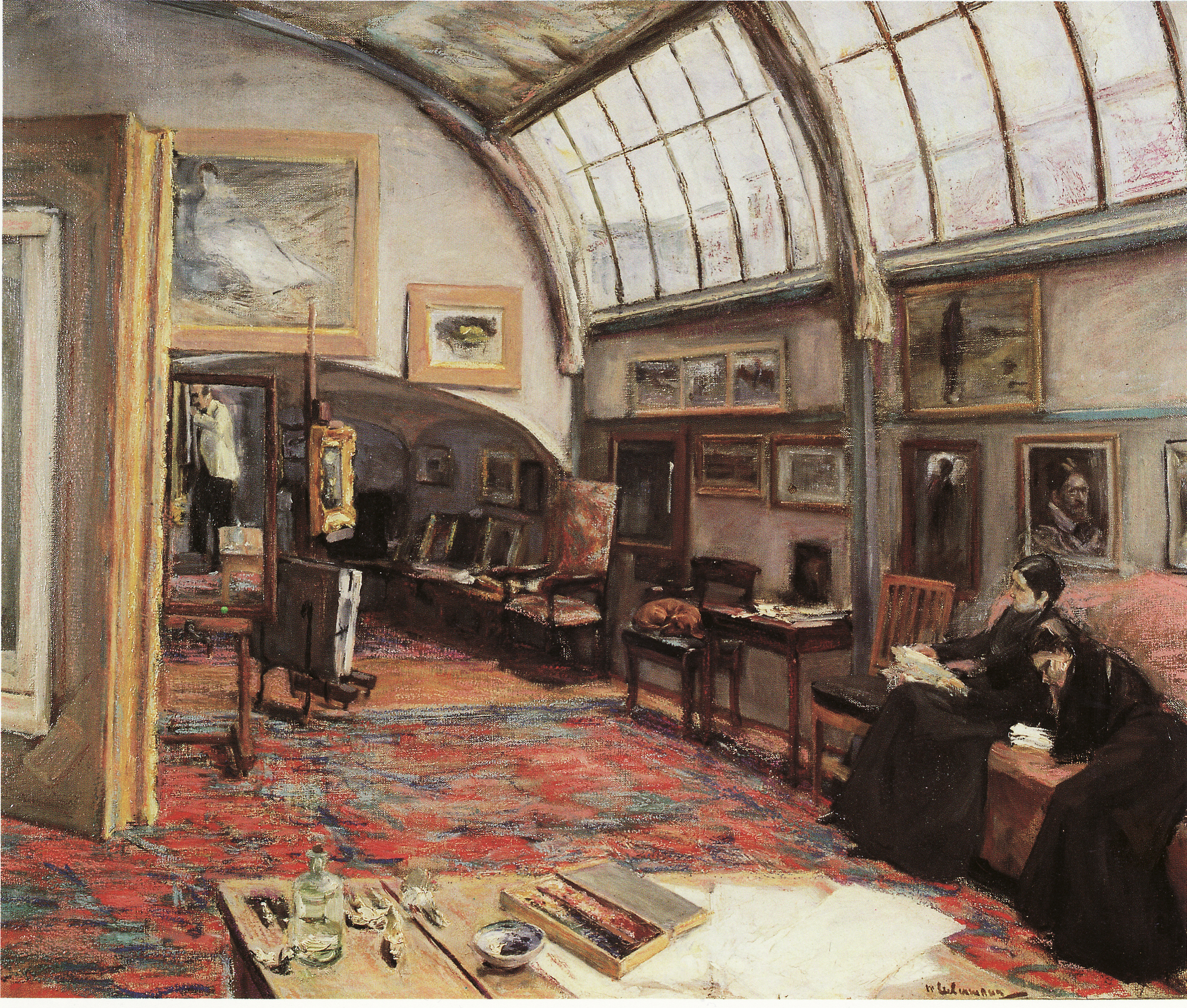
Das Atelier des Künstlers, Max Liebermann, 1902
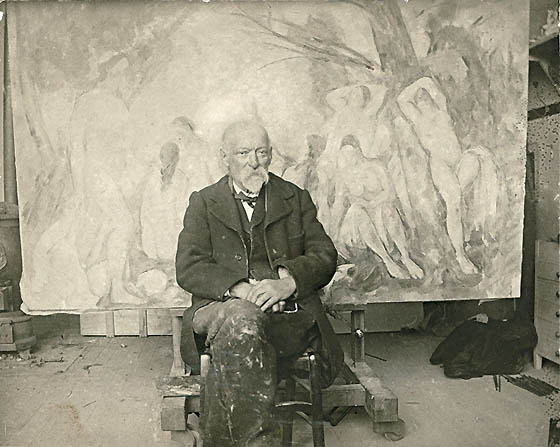
Paul Cézanne in seinem  Atelier, Foto von Émile Bernard, 1904
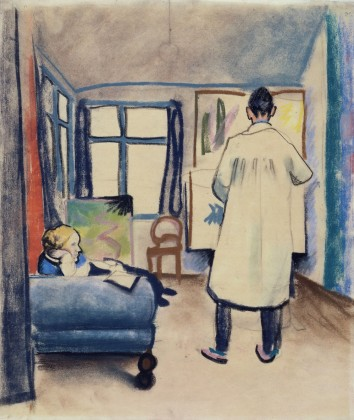
Franz und Maria Marc im Atelier, Gemälde von August Macke, 1912
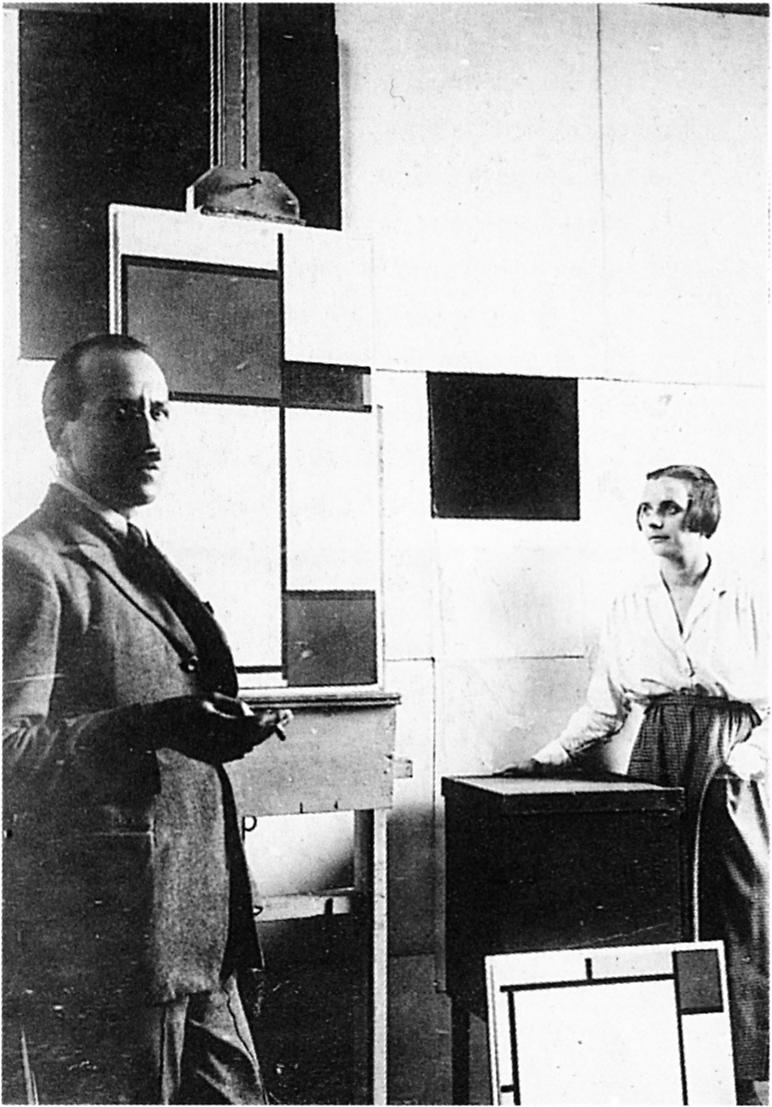
Piet Mondrian mit Nelly van Doesburg in seinem Pariser Atelier, 1924
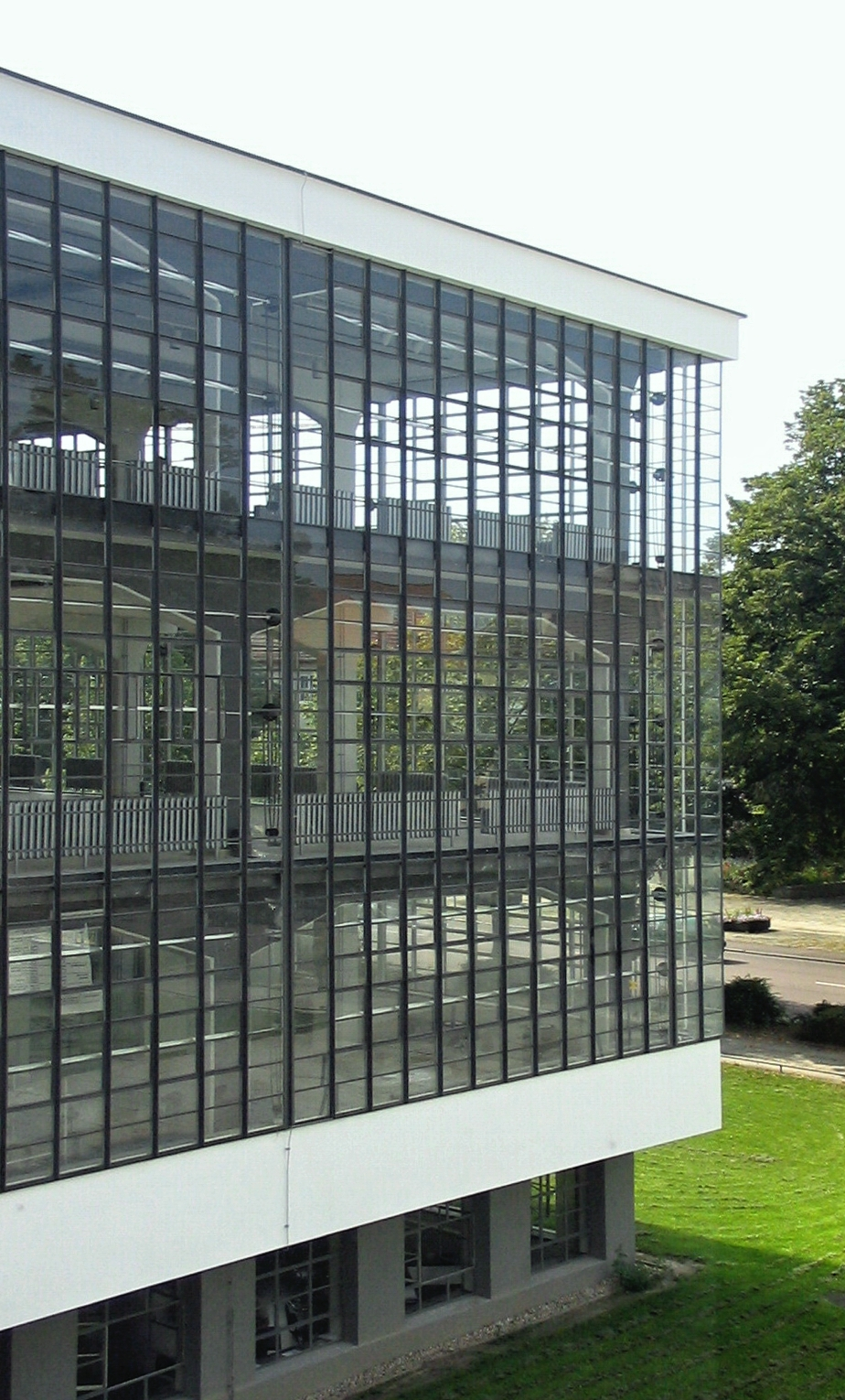
Bauhaus Dessau, Ateliergebäude, 1925/26
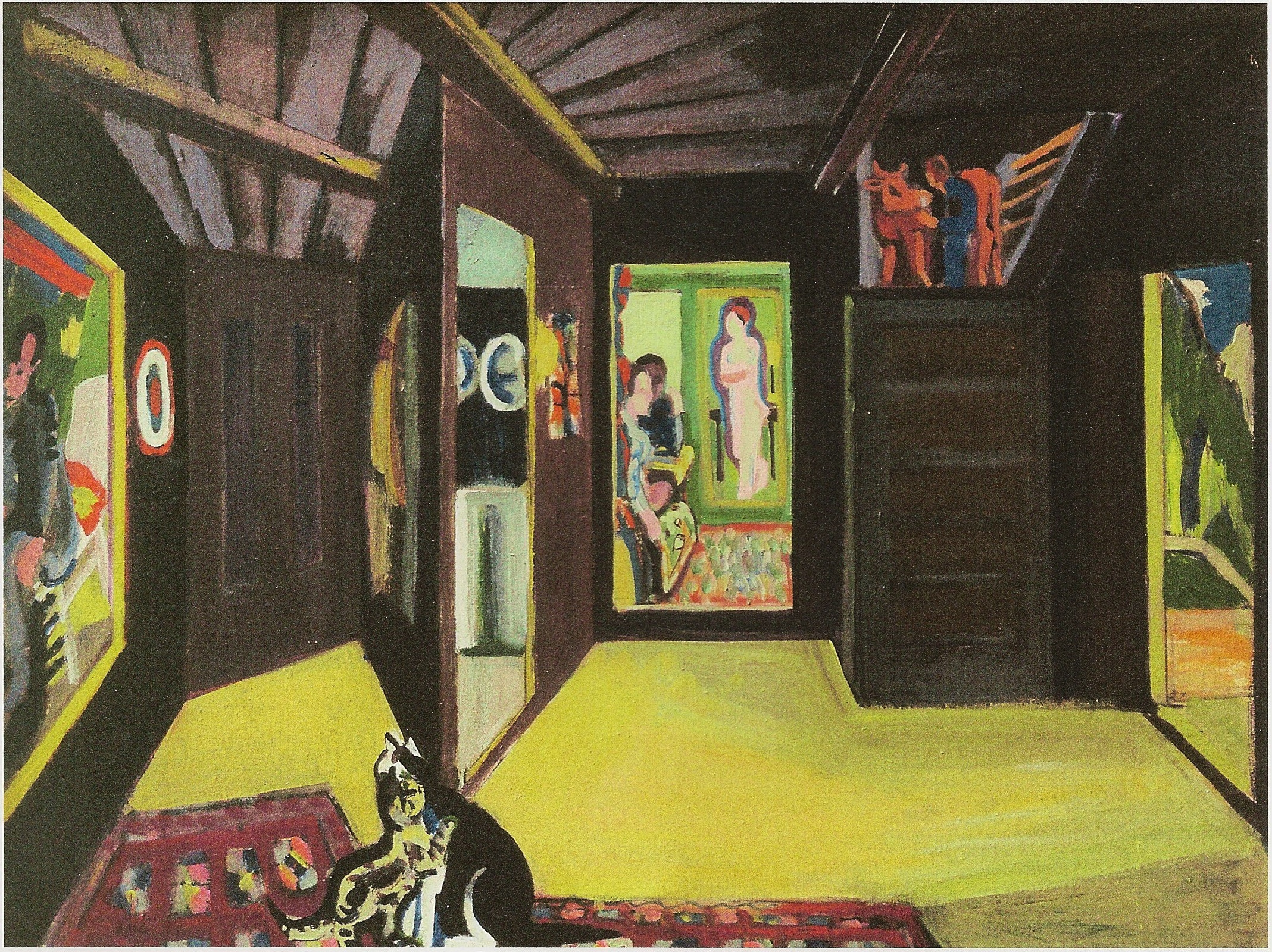
Ernst Ludwig Kirchner: Bergatelier, 1937
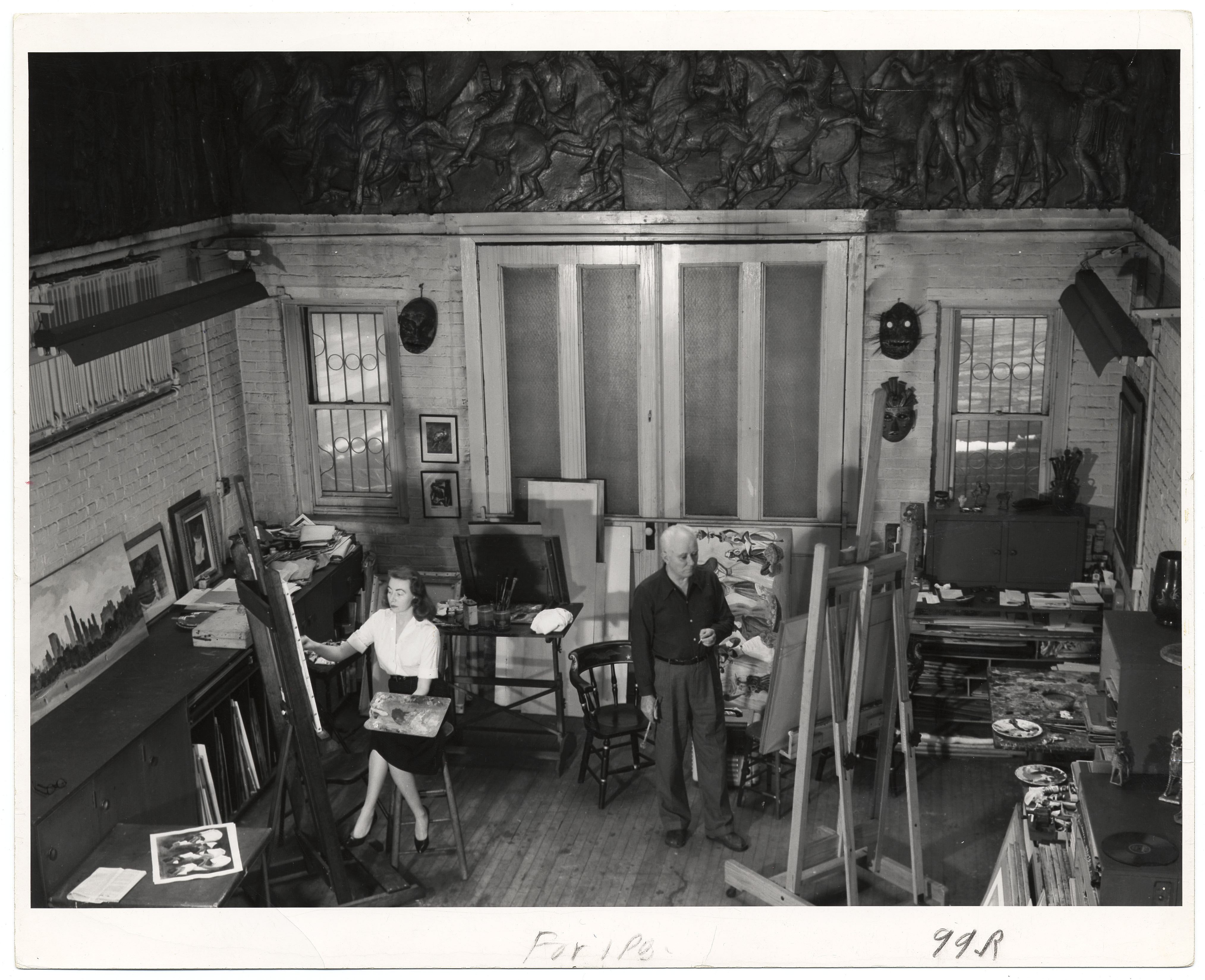
Das Studio von Adolf und Virginia Dehn, 1940
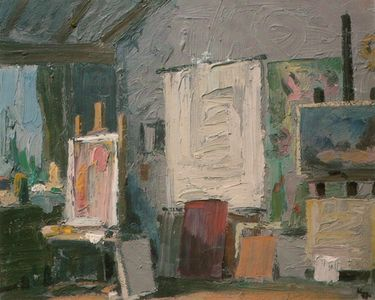
Atelier von Konrad Honold, 1960
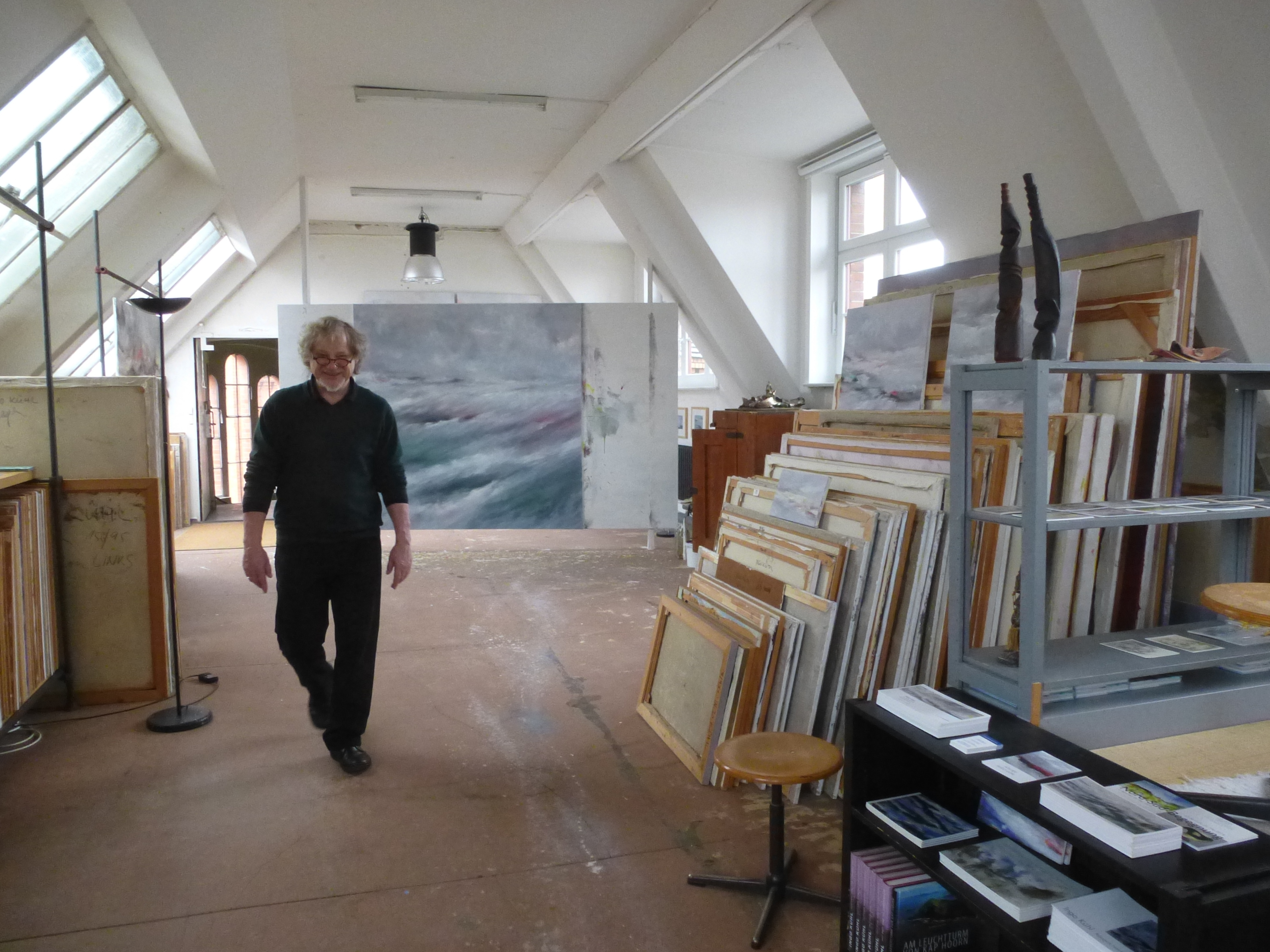
Atelier von Ingo Kühl, Berlin, 2015
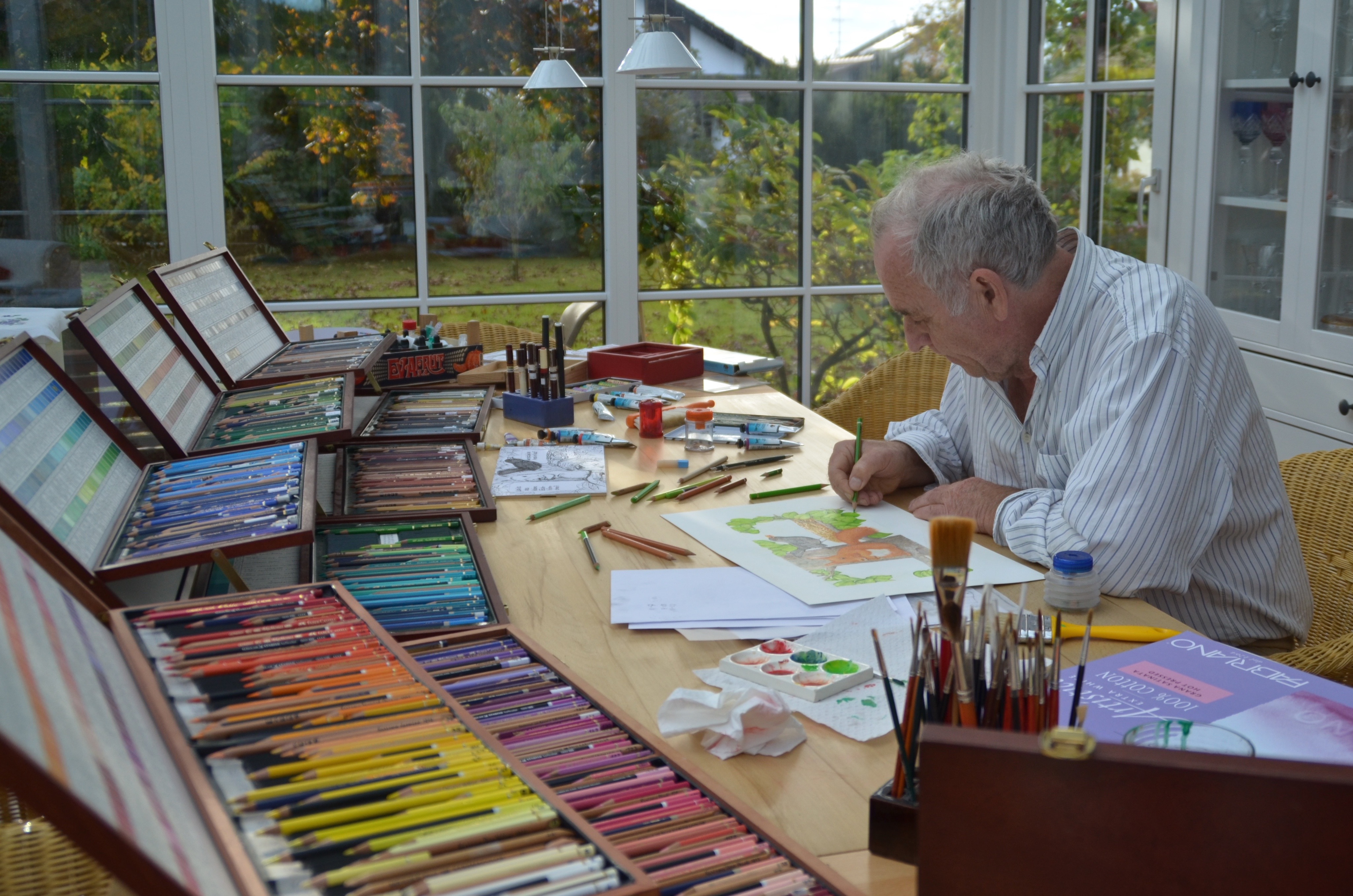
Helmut Spanner, Autor von Kinder- und Bilderbüchern, im Atelier, München, 2015

## Ausstellung
- Mythos Atelier: Von Spitzweg bis Picasso, von Giacometti bis Nauman in der Staatsgalerie Stuttgart, 27. Oktober 2012 bis 10. Februar 2013